# Bengalia africana
Bengalia africana är en tvåvingeart som beskrevs av Malloch 1927. Bengalia africana ingår i släktet Bengalia och familjen spyflugor.
Artens utbredningsområde är Kenya. Inga underarter finns listade i Catalogue of Life.